# Сарапульский лесозавод
Сара́пульский лесозавод — одно из старейших деревообрабатывающих предприятий Волго-Вятского района.
Завод находится в городе Сарапуле на берегу реки Камы, в юго-восточной части Удмуртии, в 62 км от Ижевска и в 1250 км от Москвы.

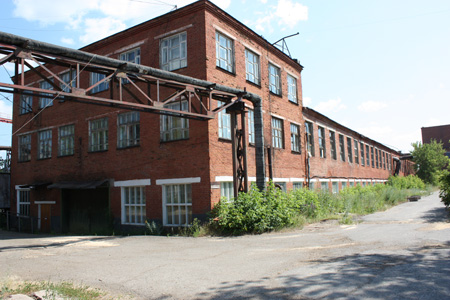
Сарапульский лесозавод

## История
В 1910 году в Удмуртии была построена небольшая по мощности Сарапульская лесопилка, которая производила в год по 40 тысяч кубометров досок.

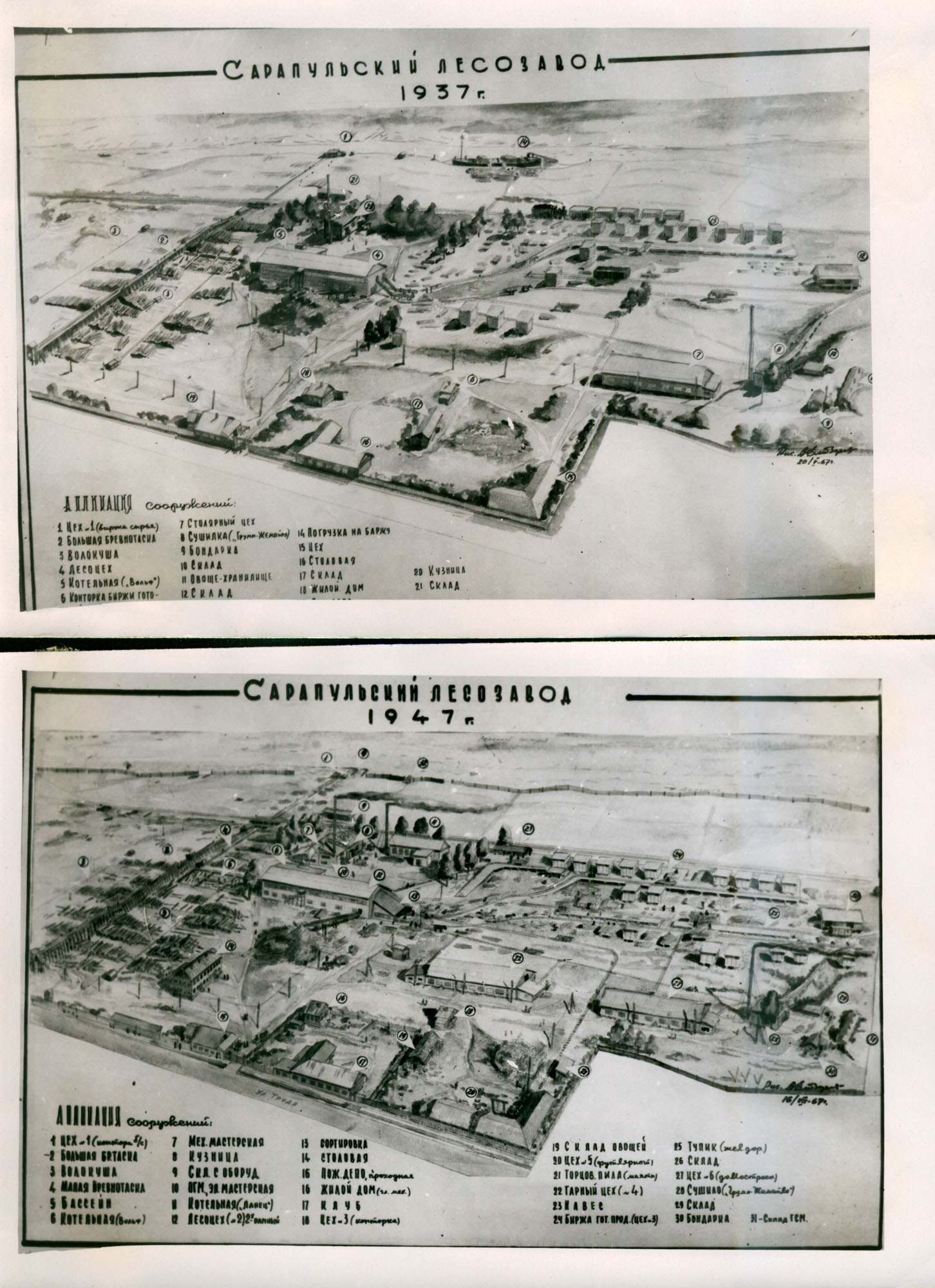
Сарапульский лесозавод, 1937 г., 1947 г.

К 1930 году производство значительно расширилось — были приобретены 2 пилорамы и деревообрабатывающие станки, появился первый грузовой автомобиль. Численность персонала составляла около 200 человек. В первую пятилетку лесозавод произвёл пиломатериала — 156 тысяч кубометров, во вторую — 180 тысяч кубометров.
Структура завода в начале второй пятилетки была представлена цехами — лесопильным, утиль, паросиловым, механическим. Функционировала биржа готовой продукции, конный двор, содержались животноводческие фермы, пахотные поля. Для работников была возведена столовая, жилой дом. На заводе работали 3 пилорамы, 105 циркулярных и 1 маятниковая пила, деревообрабатывающие станки в количестве 13 штук, токарный и сверлильный станки, 3 бревнотаски. В пользовании завода находилась узкоколейка длиною 400 м, электрогенератор, паровой локомобиль, 3 электромотора.

### Военное время
С началом Великой Отечественной войны на заводском оборудовании был налажен выпуск деревянных частей для автомобилей и танков, тары для мин и снарядов. Кроме того, Сарапульский лесозавод строил дома и обеспечивал мебелью людей, эвакуированных из западных областей страны. В первые послевоенные годы завод выполнял военные заказы по производству деталей для самолётов.

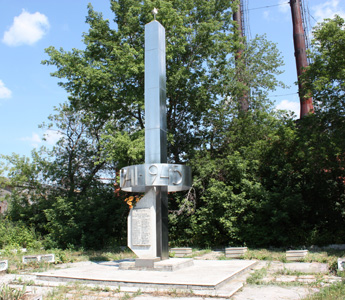
Сарапульский лесозавод, памятник участникам ВОВ

### Послевоенная модернизация
В 1948 году была проведена полная реконструкция и модернизация производства: вступила в действие третья пилорама, электростанция, механический и домостроительный цеха, значительно был расширен лесопильный цех. На территории лесозавода был построенный новый производственный корпус.
Увеличился и ассортимент продукции. На производственном оборудовании стали выпускать стандартные дома, которые, в основном, использовались для организации жилищных условий целинников. В 1950-е годы было выпущено около 500 тысяч квадратных метров жилой площади. Развивалось и производство деталей для строительства зерноскладов на целине.
Выпускаемые Сарапульским лесозаводом шпалы направлялись на строительство Байкало-Амурской магистрали.

### Развитие социальной сферы в 1950-х годах
Руководство лесозавода умело ценить труд своих работников, поэтому и всячески заботилось о развитии социальной сферы. К концу 1950-х годов предприятие стало первым крупным домовладельцем города, и насчитывало 27 жилых домов, общая жилая площадь которых составляла более 3, 5 тысяч квадратных метров. Именно лесозавод стал у истоков развития панельного домостроения в городе. Поддерживалось и индивидуальное строительство благоустроенного жилого сектора.

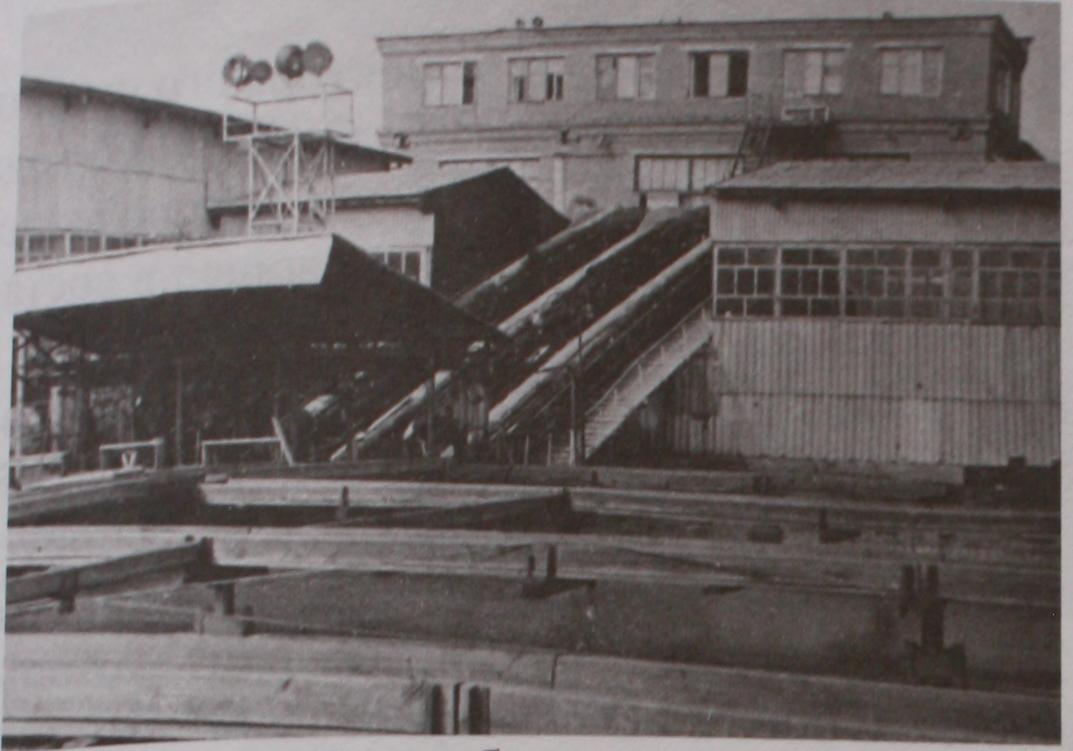
Сарапульский лесозавод, лесопильный цех

Чтобы обеспечить собственные объекты продуктами питания, руководство завода с первых дней существования уделяет внимание подсобному хозяйству, приравнивая его к одному из основных производств. На полях выращивали зерновые культуры, на фермах — свиней и кроликов. Развитие подсобного хозяйства стало традиционным, и в настоящее время ему уделяется должное внимание.
Специалисты стали налаживать и производство мебели. Был выполнен спецзаказ на изготовление мебели для нового здания МГУ на Ленинских горах. Появился ещё один новый вид продукции — футляры для радио и телевизионных приемников. Основными заказчиками этого вида продукции стал Ижевский и Сарапульский радиозаводы, которым требовались детали для выпуска радио нового поколения «Урал», «Сириус», «Комета». Перспективным направлением стал и выпуск футляров для телевизоров. Они отправлялись для телеприемников «Березка» (г. Минск), «Крым» (г. Симферополь), «Чайка» (г. Горький).

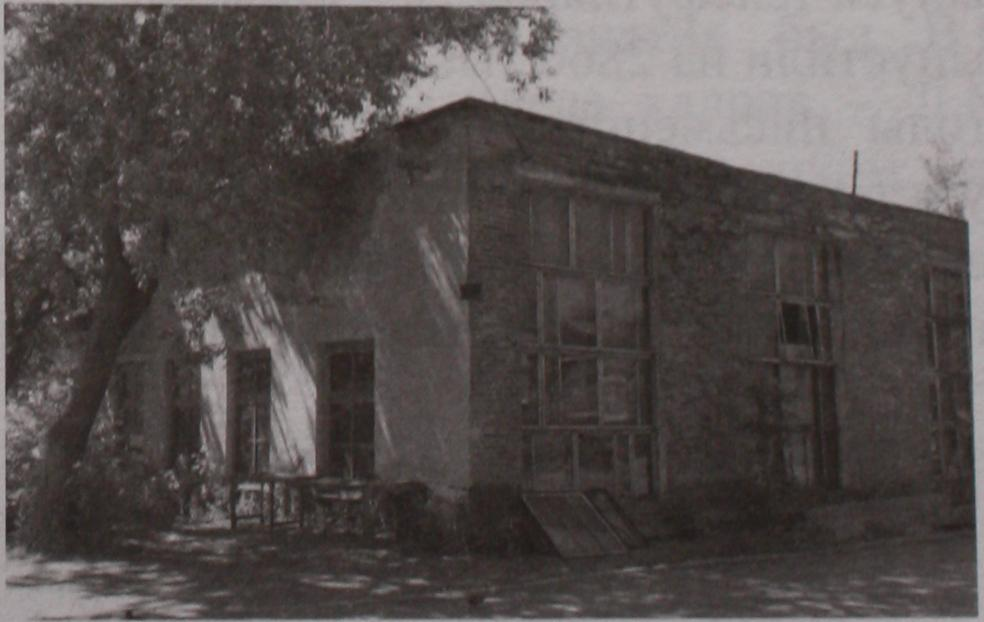
Сарапульский лесозавод, механический цех

В годы пятой пятилетки число работников завода достигло 1082 человека, производственные площади выросли до 10664 квадратных метров. Заметно возросло количество единиц автопарка — до 113 штук. На заводских мощностях было выпущено 116,6 квадратных метров пиломатериала, 103 тысячи кубометров жилых домов. Начали выпускать дверные и оконные блоки. Товаров народного потребления произведено на 274,5 тысячи рублей.

### Реконструкция в 1960-х годах
В 1960-е годы была проведена генеральная реконструкция предприятия. Численность работников возросла до 2390 человек. Производство лесозавода пополнилось 41 единицей нового оборудования, почти 3454 квадратными метрами производственных площадей, цехами № 4 и 10, базой ОКСа. Производимая продукция отправлялась во все районы Удмуртии, стали поступать заказы от городов СССР и от стран СЭВ.

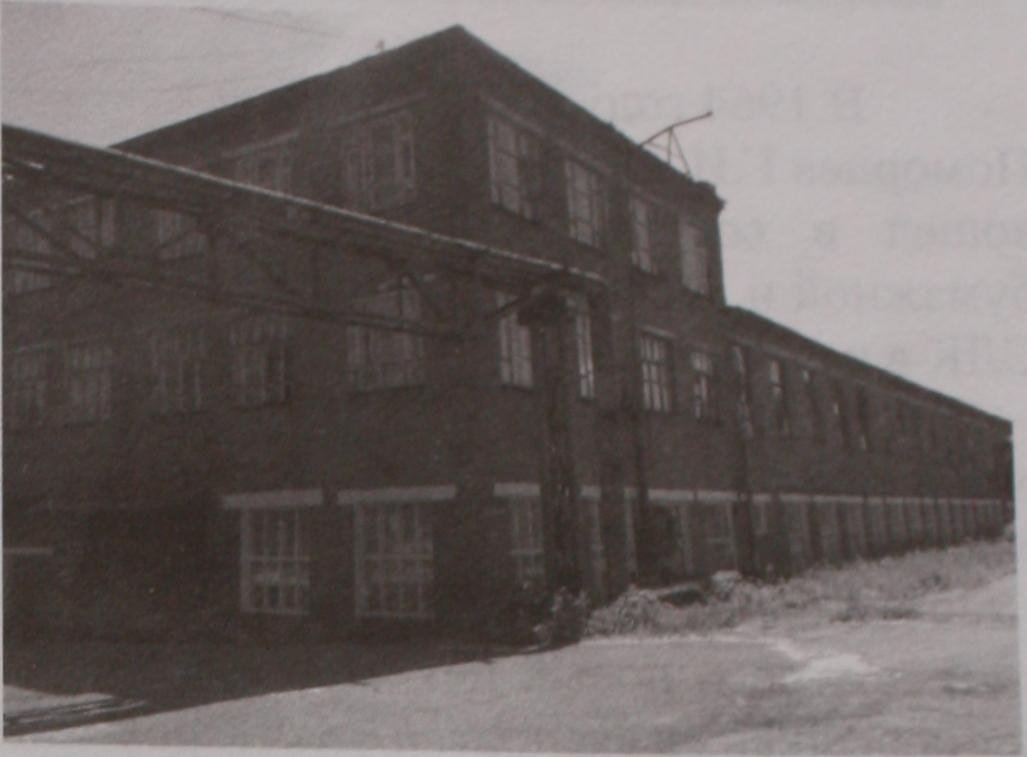
Сарапульский лесозавод, тарный цех

Переработка древесины всеми видами производств в больших объёмах способствовала скоплению древесных отходов — щепы, срезок, опилок. В 1964 на Сарапульском лесозаводе году было запущено производство древесно-волокнистых плит (ДВП). Продукция выпускалась на оборудовании, изготовленном в Польской Народной республике. Постоянное усовершенствование технологии производства способствовало снижению себестоимости, росту качества и возрастанию спроса на данный вид продукции. Древесно-волокнистые плиты отгружались за рубеж, благодаря чему у завода появился свой валютный счет во «Внешторгбанке». В 1966 году было произведено и реализовано около 2321 тысячи квадратных метров ДВП.
Ежегодный выпуск деловой древесины в 200—250 тысяч кубометров позволил обеспечить качественным пиломатериалом не только собственное производство, но и отгружать его как готовую продукцию.
Основными поставщиками древесины для обеспечения бесперебойной работы производства Сарапульского лесозавода стали Пермская область, Западная Сибирь, Свердловская область, Дальний Восток, Закавказье, Кировская область. Вспомогательные материалы поставлялись из Ижевска, Риги, Перми. Сырье доставлялось водным и железнодорожным транспортом.
Производственные процессы, выполнявшиеся вручную, были полностью автоматизированы. На современном оборудовании стали выпускать серийную полированную мебель из ценных пород древесины.
Массово выпускались столы — письменные, обеденные, стол-книга, журнальные. Повышенным спросом пользовались стенки, горки, серванты, буфеты, диван-кровати, детская мебель, матрасы, производства Сарапульского лесозавода. Начался серийный выпуск гарнитуров — для гостиных, спален, рабочих кабинетов.
Покрывались изделия высокопрочными материалами, которые придавали мебели презентабельный вид, предотвращали от сырости, выцветания и растрескивания. Треть произведенной продукции реализовывалась через торговую сеть Удмуртии, остальная часть отправлялась в Татарию и Пермскую область.

### Развитие объектов социально-культурного направления

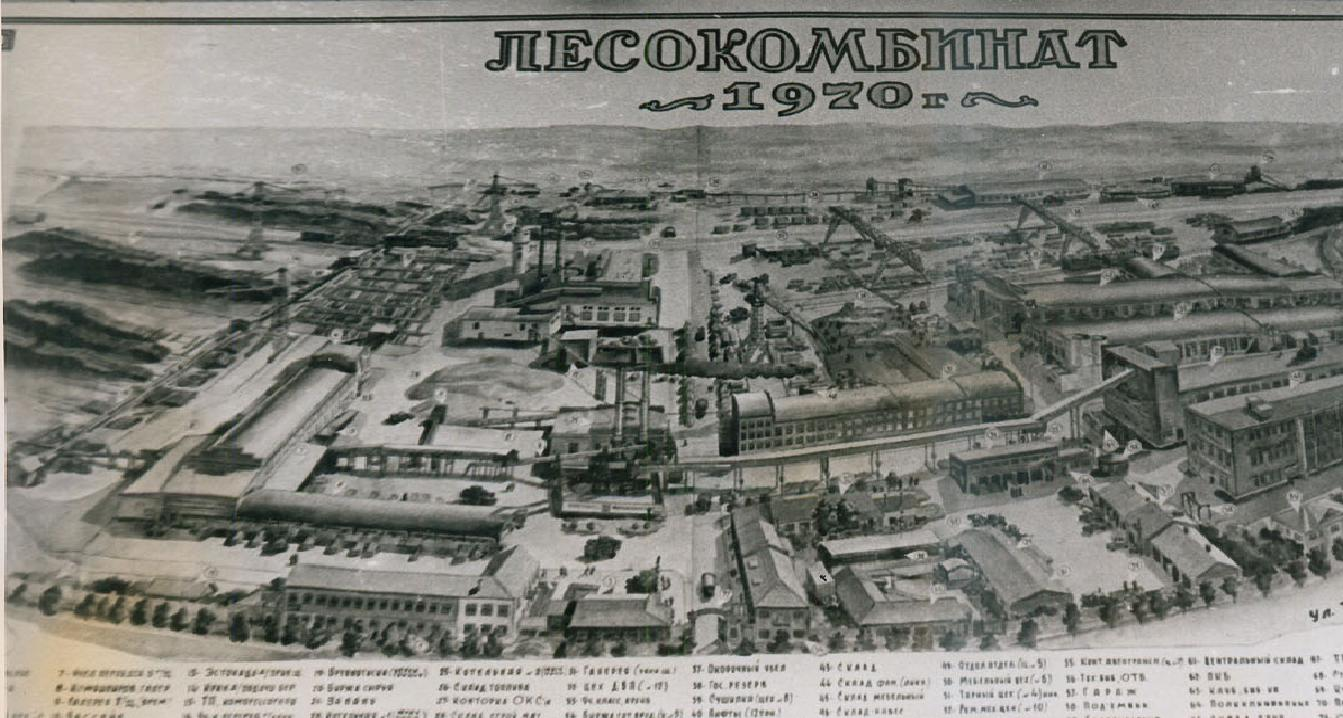
Сарапульский лесозавод, 1970 г.

Возводились объекты социально-культурного направления — детский комбинат, пионерский лагерь. В середине 1970-х годов для работников лесозавода построен Дом культуры, в котором был организован прославившийся на всю страну Вокально-инструментальный ансамбль (ВИА), различные кружки для взрослых и детей — музыкальный, хореографический, вокальный. Была сдана в эксплуатацию и загородная база отдыха. Особая забота проявлялась и о здоровье работников завода. В 1980-е годы был построен профилакторий для оздоровления тружеников комбината и их семей, а также детский комбинат.
Уделялось повышенное внимание и повышению образовательного уровня тружеников Сарапульского лесозавода. В школе рабочей молодежи обучалось 92 человека, в техникумах — 132 человека, высшее образование получил 41 человек. Сданы в эксплуатацию 4 благоустроенных дома по 32 квартиры в каждом, и рабочее общежитие. Развивается и подсобное хозяйство.

### Расширение производства и внедрение импортного оборудования
Продукция лесозавода реализовывается[когда?] более чем 100 потребителям, и в стране, и за её пределами. Повышенный спрос на продукцию заставляет руководство расширять её перечень, поэтому специалистами постоянно велись работы по обновлению ассортимента, совершенствованию технологий, повышению качества товаров.
В производстве, в основном, задействовано импортное оборудование, которое закупается за валюту, полученную от экспорта производимой продукции. Австрийское оборудование фирмы «Шпуль» используется для изготовления пружинных блоков для мягкой мебели, для обрезки фанерных кромок установлена болгарская линия.
На лесозаводе создана лаборатория, в которой разрабатываются ставшие особенно популярными в последнее время образцы серийной мебели, в том числе и для дачных домиков. Стали поступать заказы и на изготовление высокохудожественных единичных экземпляров мебельных наборов. Особой гордостью мебельщиков стали изготовленные из цельной древесины мебельные гарнитуры, выполненные в стиле конца XIV — начала XVII веков. В авторских работах мастерски соединились традиции прошлых веков и современные технологии.

### Участие в выставочных залах ВДНХ
В те[какие?] годы самой высокой оценкой работы любого предприятия было участие на выставочных площадках всесоюзной выставки достижений. Побывали там эксклюзивные работы сарапульских умельцев. Творческие замыслы, воплощенные в дерево, занимали достойные места в выставочных залах ВДНХ. В салоне «Мебель-90» высокую оценку специалистов получил резной шахматный стол с набором фигур, выполненный в стиле допетровского периода. С ВДНХ шахматный набор был доставлен в зал коммерческой выставки товаров народного потребления «Экспо-91».

### Начало 1990-х годов
В начале 1990-х годов производственная база укреплялась не только новым оборудованием, но и значительным увеличением производственных площадей. На территории Сарапульского лесозавода усиленными темпами возводится паркетно-перерабатывающий цех, общей площадью 10 800 квадратных метров, с плановой мощностью 600 м² паркета в день. Параллельно строится двухэтажный корпус цеха для изготовления мебели, площадью около 7 тысяч квадратных метров.
Сарапульский лесозавод, как и все предприятия страны, коснулась перестройка. В результате политики партии, направленной на демократизацию производства, рыночные реформы и либерализацию экономики. Сарапульский лесозавод входит в Лесопромышленную компанию «Континенталь-Менеджмент», её портфельным инвестором является группа «Сибирский алюминий»(в 2001 году переименована в «Базовый элемент»). Численность работников сократилась с 3000 человек до 600 человек.

### XXI век
В 2000-х годах было закуплено новое оборудование. В структуре предприятия появился сушильный комплекс на 7 камер, деревообрабатывающие цеха по изготовлению, мебельного щита, мебельных заготовок и элементов лестниц, цех покраски.
В 2004 году началась реконструкция производства. Был запущен лесопильный цех, участок деревообработки и участок стандартных деталей домостроения.
В 2010 году завод начал выпуск продукции из цельной древесины — лестницы, мебельные щиты, мебельные заготовки и элементы мебели на заказ.